# 冉宫人
冉宫人（?—?），中国五胡十六国时代成汉后宫的姬妾。
她是开国皇帝李雄的后宫宫人。314年，冉氏生下幽公李期。因为她出身微贱，李期认李雄的皇后任氏为母。李雄在334年死后，太子李班继位，李期篡夺皇位，嫡母任皇后仍为皇太后。生母冉氏则没有获得太后或太妃的封号。